# Thenea pyriformis
Thenea pyriformis är en svampdjursart som beskrevs av Wilson 1904. Thenea pyriformis ingår i släktet Thenea och familjen Pachastrellidae. Inga underarter finns listade i Catalogue of Life.